# Liancourt-Fosse
Liancourt-Fosse est une commune française située dans le département de la Somme, en région Hauts-de-France.

## Géographie

### Localisation
Desservi par la route départementale 1017 et son territoire limité à l'ouest par l'autoroute A1, le village n'est qu'à quelques minutes en voiture de Roye (7 km) et à peine à 50 km d'Amiens (par la D 934).

### Hydrographie
La commune est située dans le bassin Artois-Picardie. Elle n'est drainée par aucun cours d'eau.

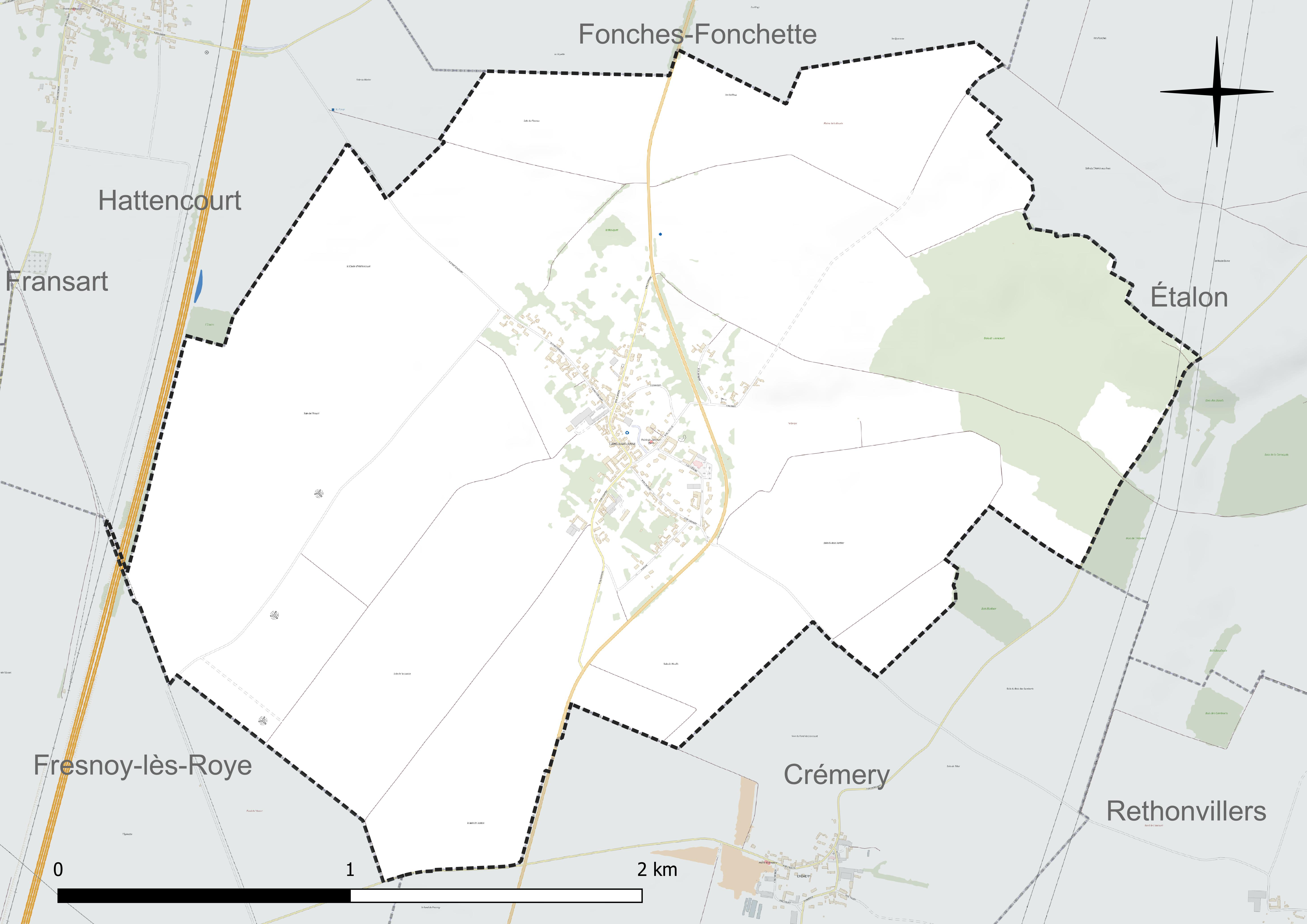
Réseau hydrographique de Liancourt-Fosse.

### Climat
Pour des articles plus généraux, voir Climat des Hauts-de-France et Climat de la Somme.
En 2010, le climat de la commune est de type climat océanique dégradé des plaines du Centre et du Nord, selon une étude du CNRS s'appuyant sur une série de données couvrant la période 1971-2000. En 2020, Météo-France publie une typologie des climats de la France métropolitaine dans laquelle la commune est exposée à un climat océanique et est dans la région climatique Nord-est du bassin Parisien, caractérisée par un ensoleillement médiocre, une pluviométrie moyenne régulièrement répartie au cours de l'année et un hiver froid (3 °C).
Pour la période 1971-2000, la température annuelle moyenne est de 10,3 °C, avec une amplitude thermique annuelle de 14,5 °C. Le cumul annuel moyen de précipitations est de 706 mm, avec 11,7 jours de précipitations en janvier et 8,8 jours en juillet. Pour la période 1991-2020, la température moyenne annuelle observée sur la station météorologique la plus proche, située sur la commune de Rouvroy-en-Santerre à 8 km à vol d'oiseau, est de 10,8 °C et le cumul annuel moyen de précipitations est de 635,8 mm,. Pour l'avenir, les paramètres climatiques de la commune estimés pour 2050 selon différents scénarios d'émission de gaz à effet de serre sont consultables sur un site dédié publié par Météo-France en novembre 2022.

## Urbanisme

### Typologie
Au 1er janvier 2024, Liancourt-Fosse est catégorisée commune rurale à habitat dispersé, selon la nouvelle grille communale de densité à sept niveaux définie par l'Insee en 2022.
Elle est située hors unité urbaine. Par ailleurs la commune fait partie de l'aire d'attraction de Roye, dont elle est une commune de la couronne,. Cette aire, qui regroupe 35 communes, est catégorisée dans les aires de moins de 50 000 habitants,.

### Occupation des sols
L'occupation des sols de la commune, telle qu'elle ressort de la base de données européenne d'occupation biophysique des sols Corine Land Cover (CLC), est marquée par l'importance des territoires agricoles (83,8 % en 2018), une proportion sensiblement équivalente à celle de 1990 (84,4 %). La répartition détaillée en 2018 est la suivante : 
terres arables (78,4 %), forêts (9,7 %), zones urbanisées (6 %), zones agricoles hétérogènes (5,3 %), zones industrielles ou commerciales et réseaux de communication (0,6 %). L'évolution de l'occupation des sols de la commune et de ses infrastructures peut être observée sur les différentes représentations cartographiques du territoire : la carte de Cassini (XVIIIe siècle), la carte d'état-major (1820-1866) et les cartes ou photos aériennes de l'IGN pour la période actuelle (1950 à aujourd'hui).

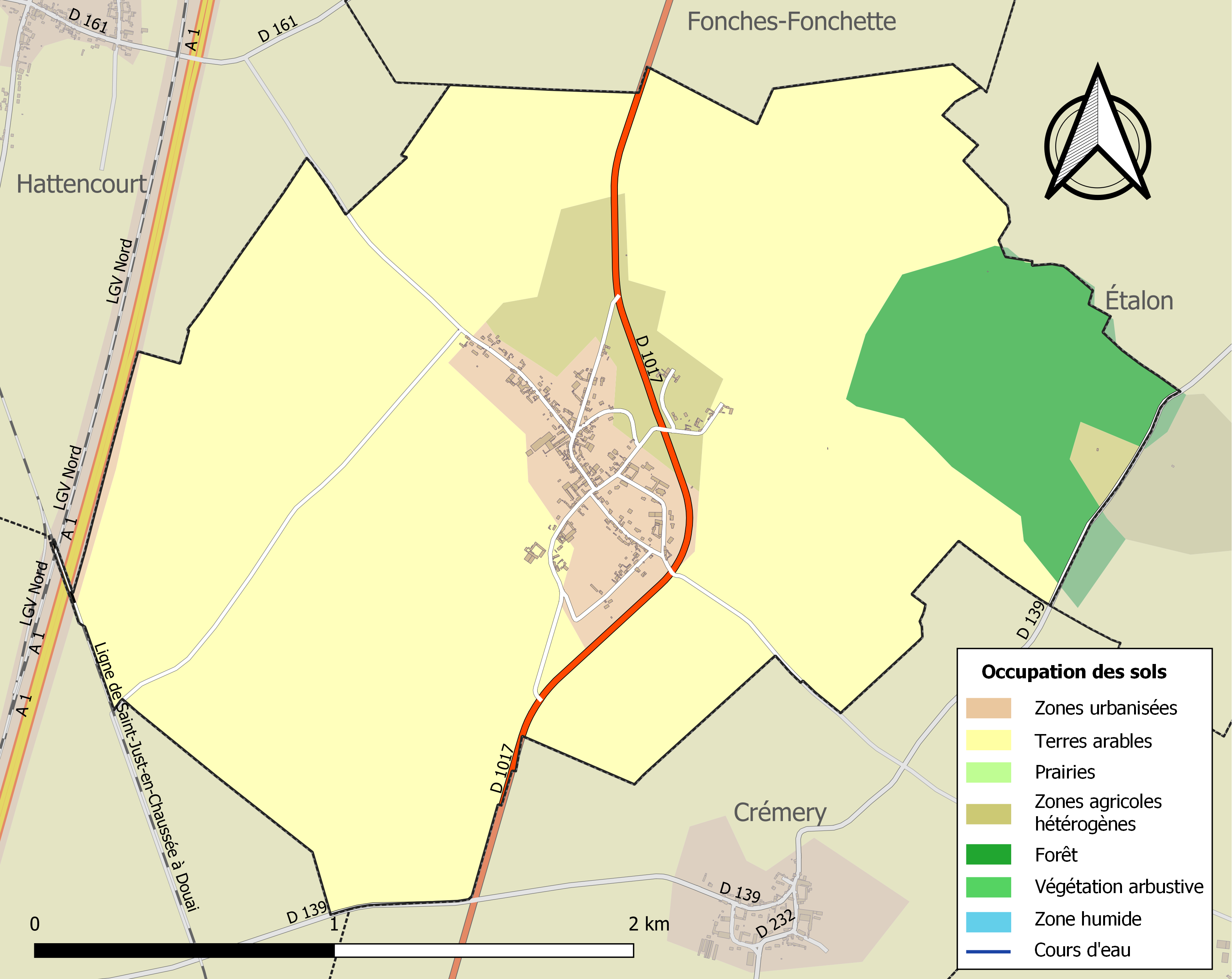
Carte des infrastructures et de l'occupation des sols de la commune en 2018 (CLC).

## Toponymie
En 1143, Liencourt est mentionné dans un cartulaire du Paraclet, par Célestin II, pape. Les variantes latinisées de Liencort, Liencuria et Liencort apparaissent ensuite dans des écrits liés au monde ecclésiastique. Yoncort et Lyencourt sont également relevés.
Fosse, ancienne dépendance de Liancourt-Fosse, est attesté sous la forme Fosse en 1826 et 1827. Il s'agit de « La Fosse ferneuse », une énorme fosse faite de main d'homme dans le flanc d'une colline sur le bord de l'ancienne voie romaine conduisant à Reims.
Liancourt-Fosse apparait en 1828 dans une ordonnance du 17 brumaire, an X.

## Histoire
L'histoire du village est liée à celle du château de Liancourt-Fosse.
En longeant le village par la route nationale 17, on aperçoit entre deux hauts pigeonniers carrés en briques, les ruines d'une tour et quelques pans de murs. Ce sont les derniers vestiges du château de Liancourt-Fosse, en partie dynamité par les Allemands lors de la Première Guerre mondiale avant que les bombardements de juin 1940 n'achèvent de le détruire.
Ce château formait un important ensemble de bâtiments disparates, élevés en brique et pierre, pour la plus grande partie aux XVIIe et XVIIIe siècles. Il était constitué d'un corps central pourvu de deux ailes en retour, abritant une galerie qui conservait, à droite, le grand escalier d'honneur et les appartements, à gauche, un escalier de service, une cuisine et un office, directement relié à une orangerie.
À l'angle nord-ouest, côté parc, une tour, qui subsiste, constituant l'élément le plus ancien de la demeure : elle remonte en effet à la première moitié du XVIe siècle. Massive construction en brique, renforcée de jambages en grès alternés et couronnée d'une toiture en poivrière, cette tour abritait trois salles superposées et voûtées. Avec ses canonnières et sa couronne d'éléments défensifs – appelés bretèches -, elle constitue le seul élément connu du château construit pour la famille d'Amerval, seigneurs de Liancourt à partir de la fin du XVe siècle.
Appelée «  Tour de la belle Gabrielle » en souvenir de Gabrielle d'Estrées, qui fut l'épouse de Nicolas d'Amerval avant de devenir la favorite d'Henri IV, elle aurait été, dit on, le lieu privilégié des rencontres entre le roi et son amante. Le village conserva d'ailleurs longtemps des dénominations telles que « l'allée des Soupirs » ou le « quartier du Roi ».
Au XVIIe siècle, le château passa successivement entre les mains des familles de Longueval puis de Gouffier avant d'être vendu vers 1667 à César Collin, secrétaire du roi. Sa descendance conserva la propriété jusqu'en 1736. Mort sans enfant, César Emmanuel Collin transmit le château à son neveu, César Charles de l'Escalopier. C'est probablement à ce dernier que l'on doit la reconstruction de l'aile Ouest, élevée sur deux niveaux surmontés d'un petit étage en attique,  ainsi que la construction de l'orangerie et l'aménagement des jardins.
À la veille de 1914, ces derniers, vraisemblablement transformés au XIXe siècle en un parc à l'anglaise, ne comprenaient pas moins de 616 tilleuls, régulièrement répartis en deux rangées de part et d'autre d'une vaste allée, tandis que, côté cour, deux rangs de charmes longeaient l'allée d'honneur. 
Moins endommagés que le château lui-même, les communs qui l'encadraient et leurs deux pigeonniers dont l'un porte la date de 1630 ont pu être restaurés et sont aujourd'hui entretenus.

## Politique et administration
| Période                                  | Période                       | Identité         | Étiquette | Qualité                                                                        |
| ---------------------------------------- | ----------------------------- | ---------------- | --------- | ------------------------------------------------------------------------------ |
| Les données manquantes sont à compléter. |                               |                  |           |                                                                                |
| mars 2001                                | 2014                          | Pierre Remy      |           |                                                                                |
| 2014                                     | En cours (au 10 juillet 2020) | Frédérick Boquet |           | Vice-président de la CC du Grand Roye (2020 → ) Réélu pour le mandat 2020-2026 |

## Démographie
L'évolution du nombre d'habitants est connue à travers les recensements de la population effectués dans la commune depuis 1793. Pour les communes de moins de 10 000 habitants, une enquête de recensement portant sur toute la population est réalisée tous les cinq ans, les populations de référence des années intermédiaires étant quant à elles estimées par interpolation ou extrapolation. Pour la commune, le premier recensement exhaustif entrant dans le cadre du nouveau dispositif a été réalisé en 2005.

En 2022, la commune comptait 292 habitants, en évolution de −0,68 % par rapport à 2016 (Somme : −1,26 %, France hors Mayotte : +2,11 %).
| 1793 | 1800 | 1806 | 1821 | 1831 | 1836 | 1841 | 1846 | 1851 |
| ---- | ---- | ---- | ---- | ---- | ---- | ---- | ---- | ---- |
| 521  | 479  | 536  | 532  | 579  | 597  | 595  | 595  | 587  |

| 1856 | 1861 | 1866 | 1872 | 1876 | 1881 | 1886 | 1891 | 1896 |
| ---- | ---- | ---- | ---- | ---- | ---- | ---- | ---- | ---- |
| 571  | 565  | 578  | 523  | 564  | 534  | 477  | 489  | 478  |

| 1901 | 1906 | 1911 | 1921 | 1926 | 1931 | 1936 | 1946 | 1954 |
| ---- | ---- | ---- | ---- | ---- | ---- | ---- | ---- | ---- |
| 446  | 436  | 356  | 223  | 305  | 301  | 288  | 297  | 271  |

| 1962 | 1968 | 1975 | 1982 | 1990 | 1999 | 2005 | 2006 | 2010 |
| ---- | ---- | ---- | ---- | ---- | ---- | ---- | ---- | ---- |
| 268  | 220  | 226  | 221  | 226  | 231  | 236  | 237  | 271  |

| 2015 | 2020 | 2022 | - | - | - | - | - | - |
| ---- | ---- | ---- | - | - | - | - | - | - |
| 294  | 292  | 292  | - | - | - | - | - | - |

## Culture locale et patrimoine

### Lieux et monuments
- Ruines du château qui a connu les visites du roi Henri IV, venu à la rencontre de Gabrielle d'Estrées[23].
- Grotte, réplique de la grotte de Lourdes. Construite grâce à la famille de l'Escalopier[23].
- Église Saint-Médard.

### Personnalités liées à la commune
- Nicolas Loyeux (1750-1833), homme politique né à Liancourt-Fosse, maire de Cartigny, député de la Somme.
- Pierre François Bauduin, général et baron de l'Empire. Né le 25 janvier 1768 à Liancourt-Fosse d'un père cabaretier. Décédé le 18 juin 1815 à la bataille de Waterloo.
- Gabrielle d'Estrée, épouse de Nicolas d'Amerval, seigneur de Liancourt ; favorite du roi Henri IV.
- Henri IV, roi de France (1589-1610).
- Charles de L'Escalopier (1811-1861), historien, archéologue et bibliophile, propriétaire du château de Liancourt-Fosse.

### Héraldique
|  | Les armes de la commune se blasonnent ainsi : d'argent aux trois tourteaux de gueules. |

## Pour approfondir